# میکل پورتا
میکل پورتا (انگلیسی: Miquel Porta؛ زادهٔ تاریخ ورودی نامعتبر است) پزشک بیماری‌های همه‌گیر، استاد، و پزشک اهل اسپانیا است.
وی همچنین برندهٔ جوایزی همچون برنامه فولبرایت شده‌است.